# Strategic Arms Limitation Talks
Die Strategic Arms Limitation Talks (SALT; deutsch Gespräche zur Begrenzung strategischer Rüstung) fanden von 1969 bis 1979 statt und führten zur Unterzeichnung der SALT-Verträge (Verträge zur nuklearen Rüstungsbegrenzung). Diese Verträge wurden zwischen den USA und der UdSSR geschlossen. Ein Ergebnis der Verhandlungen ist der im Mai 1972 unterzeichnete ABM-Vertrag.
Der SALT-I-Vertrag hatte kein Ablaufdatum. SALT II wurde nie ratifiziert und verfiel 1985. Beide Verträge wurden durch die ab 1982 geführten Gespräche und Verträge des Strategic Arms Reduction Treaty (START) ergänzt und ab 1994 abgelöst. SALT III kam nie Zustande. Der Kriegs in Afghanistan (1979–1989) verursachte zum damaligen Zeitpunkt neue geopolitische Spannungen. 
Weitere Rüstungskontrollgespräche führten 1987 zur Unterzeichnung des englisch Intermediate Range Nuclear Forces (INF) Treaty ‚Vertrag über nukleare Mittelstreckensysteme‘ mit folglicher Ratifikation 1988.

## SALT I

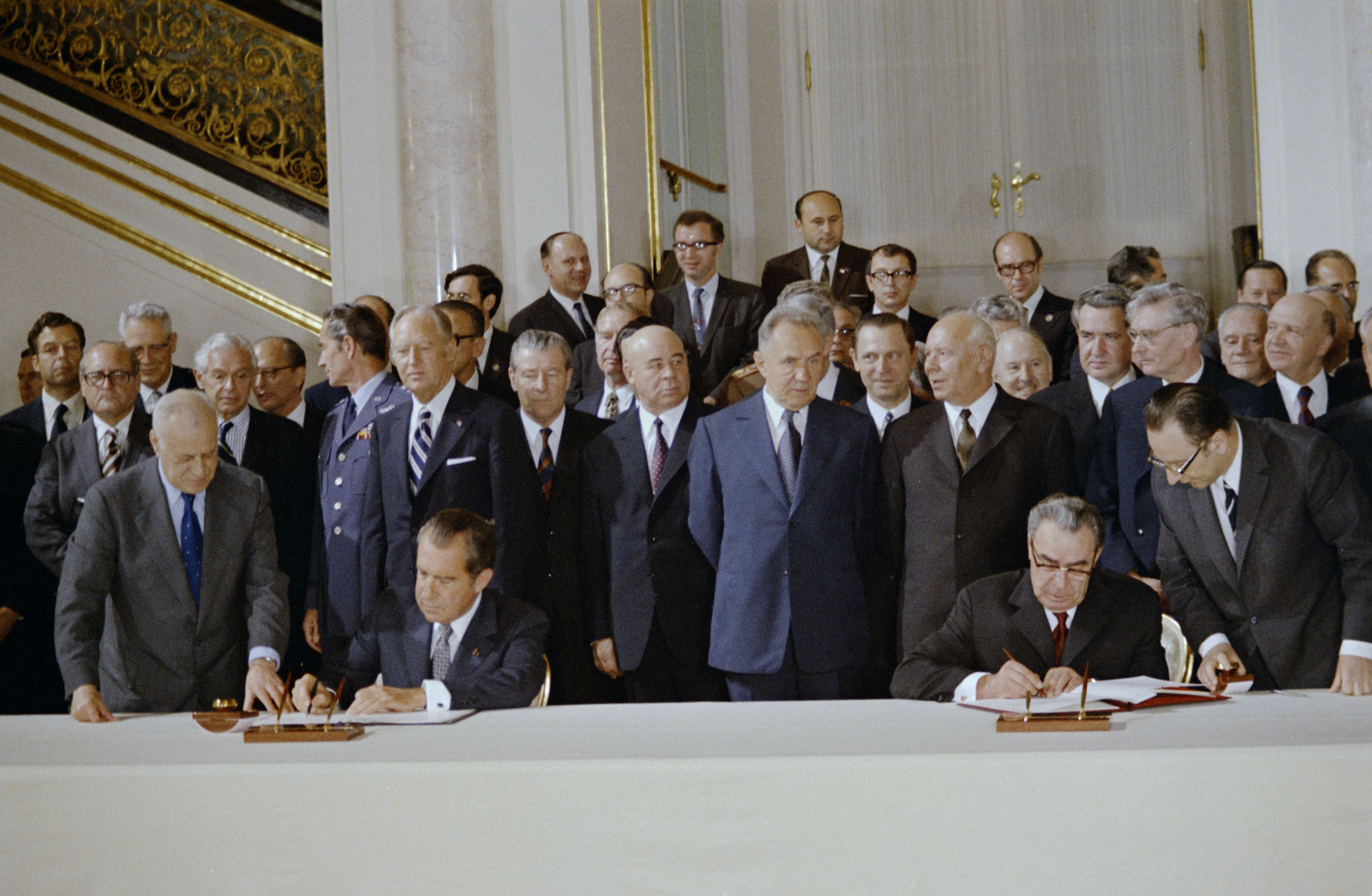
US-Präsident Nixon und Sowjetunion (SU) Parteichef Breschnew unterzeichnen in Moskau im Mai 1972 den ABM-Vertrag.

Die Verhandlungen zu den SALT I-Verträgen begannen am 17. November 1969 in Helsinki. Die weiteren Sitzungen fanden abwechselnd in Wien und Helsinki statt. Am 26. Mai 1972 unterzeichneten US-Präsident Richard Nixon und der sowjetische Generalsekretär Leonid Breschnew in Moskau als Ergebnis der Verhandlungen den ABM-Vertrag und ein Interimsabkommen, das im Wesentlichen aus einem Bauverbot für neue landgestützte Interkontinentalraketen (ICBM) und seegestützte Submarine-launched ballistic missiles (SLBM) bestand.
Die Fronten galten nach den ersten Gesprächen als verhärtet, erst nach über 130 Sitzungen gelang im Mai 1972 der Durchbruch bei den Verhandlungen über die Begrenzung von Raketenabwehrsystemen (Anti-Ballistic Missiles, ABM). Der ABM-Vertrag bildet einen der beiden Teile von SALT I. Danach einigten sich beide Staaten auf je zwei ABM-Stützpunkte mit maximal 100 Abwehrraketen zum Schutz der Hauptstadt (Moskau, Washington) und je einen Stützpunkt für ICBM. In einem Zusatzprotokoll von 1974 wurde nur noch eine ABM-Stellung vereinbart.
Der zweite Teil von SALT I war eine vorläufige Vereinbarung, eine fünf Jahre gültige Interimsvereinbarung. Beide Seiten verpflichteten sich darin, ihre strategischen Offensiv-Fernlenkwaffen, und zwar die land- und die seegestützten, auf dem Mitte 1972 erreichten Stand einzufrieren. Die Zahl der Interkontinentalraketen betrug auf Seiten der USA 1.054 und auf Seiten der Sowjetunion 1.618 Raketen. Die Sowjetunion hatte die USA im Wettrüsten inzwischen überholt. Dafür rüsteten die USA ihre Fernlenkwaffen inzwischen mit Mehrfachsprengköpfen (MIRV) aus, die auf verschiedene Ziele gelenkt werden konnten, während die Sowjetunion noch nicht über diese Technologie verfügte. Die Vereinbarung erlaubte, 1.000 US-amerikanische ICBM mit zum Teil 10 Gefechtsköpfen und 1.408 sowjetische ICBM mit zum Teil 3 Gefechtsköpfen zu stationieren. Die Sowjetunion musste also eine größere Zahl von ICBM abbauen als die USA.
Ebenso wurde mit dem Interimsabkommen die Anzahl von Submarine-launched ballistic missiles (SLBM) auf 44 US-Atom-U-Boote mit maximal 710 SLBM und 62 sowjetische Atom-U-Boote mit 950 SLBM eingefroren. Tatsächlich lag der Bestand bei Vertragsunterzeichnung von SALT I bei 41 US-amerikanischen und 656 SLBM und 25 sowjetischen Atom-U-Booten und 740 SLBM. Damit durften nur noch neue Raketen-U-Boote in Dienst gestellt werden, wenn parallel ältere Interkontinentalraketen (ICBM) oder SLBM außer Dienst gestellt wurden. Modernisierung und Ersatz von ICBM und SLBM blieben zugelassen.
Das passte zur Planung der amerikanischen Marine, die ab 1978, also nach Auslaufen des Interimsabkommens, ihre alten UGM-73 Poseidon-Raketen durch auf neuen U-Boottypen stationierte Trident-Raketen ersetzen wollte.
Bei der Entwicklung von lenkbaren Mehrfachsprengköpfen (MIRV) behielten sich beide Seiten Entscheidungsfreiheit vor. Strategische Bombenflugzeuge wurden bei SALT I nicht mitgezählt, ihr Bau nicht beschränkt. Bei ihnen war die USA der Sowjetunion weit überlegen. Auch die in und um Europa herum und im Pazifik stationierten Flugzeuge und Flugzeugträger wurden nicht mitgezählt. Ebenso wenig schloss der Vertrag die Kernwaffen Frankreichs und Großbritanniens ein, die eine kürzere Reichweite hatten. SALT I verlangte auch nicht den Verzicht auf ein einziges Programm zur Entwicklung von Offensivwaffen. SALT I bedeutete, dass die Sowjetunion ihren bei Nuklearwaffen erreichten Vorsprung weitgehend aufgab und die USA durch das Einfrieren auf fünf Jahre die Gelegenheit erhielt, ihren Rückstand aufzuholen.

### Bewertung
Die Rüstungskonkurrenz zwischen USA und Sowjetunion hinsichtlich strategischer Waffen konnte von SALT I nur wenig gebremst werden. Weil nur numerische Höchstgrenzen für Abschussvorrichtungen, nicht aber für Gefechtsköpfe vereinbart wurden, vervierfachte sich deren Anzahl im Zeitraum von 1970 bis 1983, und zwar auf amerikanischer wie auf sowjetischer Seite. Dennoch war es politisch ein Durchbruch in den amerikanisch-sowjetischen Beziehungen.

## SALT II

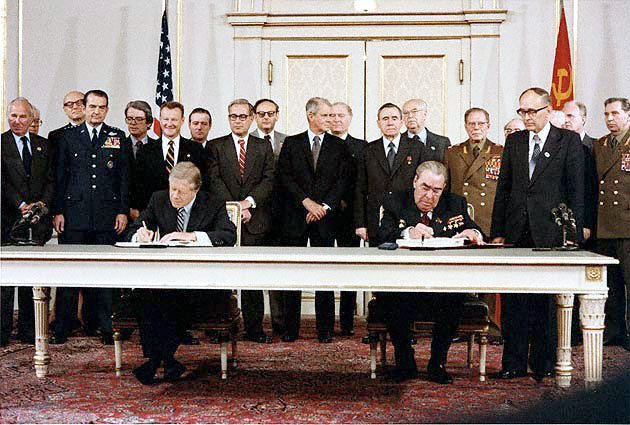
US-Präsident Carter und Breschnew bei der Unterzeichnung des SALT-II-Vertrags 1979.

Die SALT II-Verträge wurden am 18. Juni 1979 in Wien, nach den 1972 in Genf begonnenen Verhandlungen, unterzeichnet. Die Unterzeichner waren Leonid Breschnew und Jimmy Carter. SALT II war eine Reaktion auf SALT I, da bei SALT I nur die Langstreckenraketen limitiert wurden und nicht die Mittelstreckenraketen. Die Geltungsdauer des Vertrages war zunächst bis 31. Dezember 1985 befristet. Eine an sich notwendige und von Präsident Carter gewünschte Ratifizierung des Vertrages durch den Senat der USA fand nie statt. Die ablehnende Haltung der Kammer war ein Resultat des sowjetischen Einmarsches in Afghanistan im Dezember 1979. Die US-amerikanische Regierung erklärte sich jedoch am 4. Januar 1980 bereit, den Vertrag weiter zu beachten, in der Erwartung, dass die Sowjetunion sich ebenfalls nach dem SALT II-Vertrag richten würde. Am 31. Mai 1982 erklärte US-Präsident Ronald Reagan die Bereitschaft der USA, die SALT II-Bestimmungen nicht zu unterlaufen, solange die Sowjetunion sich ebenso verhalte. Der Vertrag wurde auch von der Sowjetunion weitgehend eingehalten.
Ab 28. November 1986 hielten sich die USA nicht mehr an die Vertragsbestimmungen. Im Jahre 1991 trat START I an die Stelle von SALT II.

### Vertragsinhalt
Die Vertragsparteien verpflichteten sich zu beiderseitig gleichen zahlenmäßigen Begrenzungen ihrer nuklear-strategischen Waffensysteme. Hierzu gehören die landgestützten Interkontinentalraketen (ICBM) mit Reichweiten über 5.500 Kilometer, die U-Boot-gestützten ballistischen Raketen (SLBM), die schweren Bomberflugzeuge vom Typ B-52, B-57 und B-1 der USA und Tu-95, Tu-16, Tu-22, Tu-22M, Il-28 und M-4 der Sowjetunion und ihre Nachfolgemuster, sowie jede Art von Bombern, die mit Marschflugkörpern (ALCM, Air-Launched Cruise Missiles) oder mit ballistischen Luft-Boden-Raketen (ASBM, Air-to-Surface Ballistic Missiles) von mehr als 600 Kilometern Reichweite bewaffnet sind, sowie nicht auf Marschflugkörpern bestückte ballistische Luft-Boden-Raketen (ASBM, Air-to-Surface Ballistic Missiles) von mehr als 600 Kilometern Reichweite.
Die vereinbarten Begrenzungen:
- Ab 6 Monate nach Vertragsbeginn: maximal 2.400 nuklear-strategischen Trägersysteme
- Ab 1. Januar 1982: maximal 2.250 nuklear-strategischen Trägersysteme, davon maximal 1.320 Trägersysteme (ICBM und SLBM) mit Mehrfachsprengköpfen, und nicht mehr als 820 ICBM mit Mehrfachsprengköpfen (MIRV).

Die Vertragsparteien konnten über die Zusammensetzung ihres Abschreckungspotentials im Rahmen dieser Begrenzungen frei entscheiden.
Der Vertrag sah zudem das Verbot des Baus von weiteren Abschussvorrichtungen für Interkontinentalraketen (ICBM) und die Umwandlung von landgestützten ballistischen Raketen (keine ICBMs) in Abschussvorrichtungen für ICBMs vor.

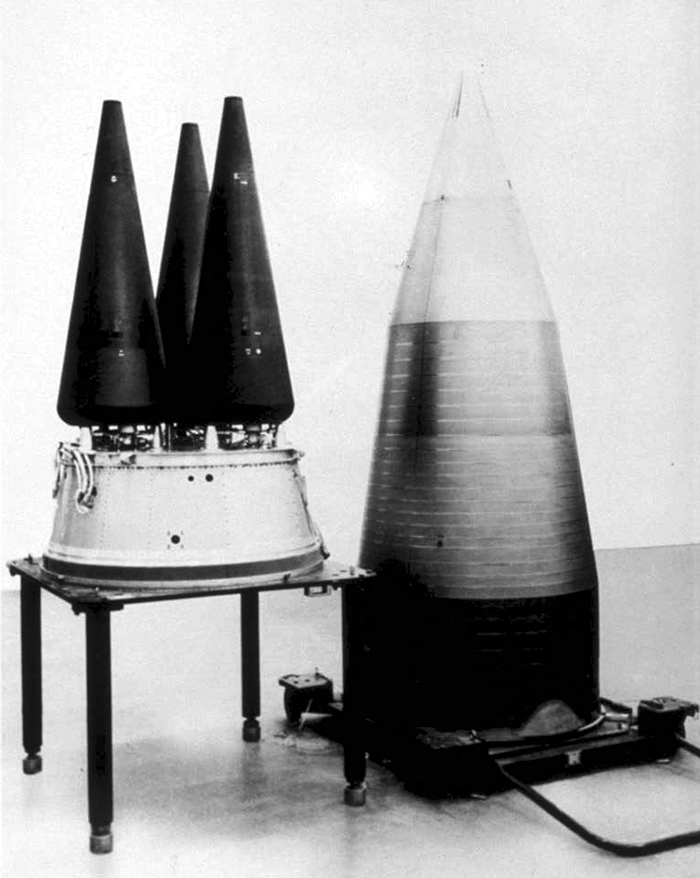
Gefechtsköpfe vom Typ W78 als Mehrfachsprengköpfe (MIRV) Mk12A für eine LGM-30G Minuteman III, Aufnahme 1985

Des Weiteren wurde eine Begrenzung bei der Anzahl der Gefechtsköpfe vereinbart. Die Anzahl der Mehrfachsprengköpfe (MIRV) pro Rakete wurde eingefroren, so dass Interkontinentalraketen (ICBMs) maximal mit je 10 Gefechtsköpfen, Ubootgestützte Raketen (SLBMs) mit höchstens 14 und ballistische Luft-Boden-Raketen (ASBMs) mit höchstens 10 Gefechtsköpfen bestückt werden konnten.
Die Bomber B-52 und B-1 der USA durften im Mittel nicht mehr als 28 Marschflugkörper und die Tu-95 und M-4 der Sowjetunion nicht mehr als 20 Marschflugkörper mitführen.
Zudem sah der SALT II-Vertrag den Verzicht auf die Entwicklung folgender Systeme vor:
- ballistische Raketen auf Schiffen (außer U-Booten) mit mehr als 600 Kilometern Reichweite
- stationäre oder mobile Abschussvorrichtungen für ballistische Raketen oder Marschflugkörper auf oder im Meeresboden von Ozeanen oder inländischen Gewässern
- Systeme zur Stationierung von Massenvernichtungswaffen in der Erdumlaufbahn, siehe Fractional Orbital Bombardment System (FOBS)
- mobile Abschussvorrichtungen für schwere Interkontinentalraketen (ICBM), beispielsweise R-36 (SS-9 Scarp) und RS-20 (SS-18 Satan) der Sowjetunion und für schwere ubootgestützte ballistische Raketen (SLBM)
- schwere ballistische Luft-Boden-Raketen
- luftgestützte Marschflugkörper mit Mehrfachsprengköpfen (MIRV) mit einer Reichweite über 600 Kilometer.

## Weitere strategische Abrüstungsverträge
- INF-Vertrag, von den USA und UdSSR (1987 gezeichnet, 1988 ratifiziert; 2019 gekündigt von beiden Seiten)
- Strategic Arms Reduction Treaty (START bzw. START I) ab 1982 und in Kraft ab 1994 (in Kraft) bis 2009
- START II von 1993 (Unterzeichnet), ab 2000 (in Kraft), ausgelaufen 2002; Anmerkung: Im selben Jahr Kündigung des ABM-Vertrag durch die USA; Die 9/11 Terroranschläge in dem Jahr 2001 veranlasste die USA zum Rücktritt
- Strategic Offensive Reductions Treaty (SORT) ab 2003 bis 2011, abgelöst durch New START
- New START ab 2011 bis 2019 (Russland ausgesetzt[7][8] mit Bezug auf den Russisch-Ukrainischen Krieg); Anmerkung: New START ist der aktuellste (Stand 2025) und letzte große strategische Abrüstungsvertrag zwischen den USA und Russland; als wichtigster Vertrag zur Eindämmung der Proliferation zählt weiterhin der Nichtverbreitungsvertrag (NVV).